# Dataintegritet
Dataintegritet kan inden for datalogi og telekommunikation betyde:
1. Den tilstand i hvilken data er identisk bevaret under enhver operation, som f.eks. datatransmission og datalagring.
2. Bevarelse af data for deres tiltænkte anvendelse.
3. En a priori forventning om datakvalitet i forhold til specificerede operationer.

Et andet aspekt af dataintegritet er forvisningen om at data kun kan tilgås og ændres af personer der har tilladelse til dette.
Ofte sikres dataintegritet ved at benytte et digitalt fingeraftryk (Message Authentication Code).
Inden for kryptografi og informationssikkerhed generelt henviser integritet til gyldigheden af data. Integriteten kan generelt kompromitteres på to måder:
- Ændring ved trediepart, f.eks. når en angriber ændrer kontonummerer i en banktransaktion eller forfalsker et identitetsdokument.
- Tilfældig ændring, f.eks. transmissionsfejl eller harddisk crash

Mere specifikt drejer dataintegritet i en relationsdatabase sig om tre aspekter af data i databasen:
1. Præcision
2. Korrekthed
3. Validitet

| Programmering | Spire Denne artikel om datalogi eller et datalogi-relateret emne er en spire som bør udbygges. Du er velkommen til at hjælpe Wikipedia ved at udvide den. |